# Зерщикова, Владлена Вадимовна
Владлена Вадимовна Зерщикова (род. 6 августа 1997, Апатиты, Мурманская область) — российская  дзюдоистка, воспитанница спортивного клуба ЦСКА и клуба дзюдо «Турбостроитель», выступает за сборную России по дзюдо, мастер спорта.

## Карьера
Владлена Зерщикова родилась 6 августа 1997 года в Апатитах. Прожила там до первого класса, а потом переехала в Мурманск.
Первый тренер Владлены — Светлана Николаевна Донская.
Когда Владлене было 14 лет, семья переехала из Мурманска в Санкт-Петербург, где стала посещать клуб дзюдо «Турбостроитель».
В 2015 и 2016 годах была призёром молодёжного чемпионата России, также в 2016 году завоевала бронзу на Чемпионате Европы до 21 года. 
Летом 2022 года на Всероссийской летней универсиаде завоевала золотую медаль в весовой категории до 48 кг. . В декабре того же года на Кубке России по дзюдо завоевала серебряную медаль в весовой категории до 48 кг. 

## Спортивные достижения
- Первенство России 2016 года среди молодёжи —
- Первенство России 2015 года среди молодёжи —
- Первенство Европы 2016 года среди молодёжи —
- Всероссийские соревнования (2020) —
- Международный турнир по дзюдо «Российский профессиональный тур» памяти В. С. Ощепкова[5] —
- VIII Всероссийская летняя Универсиада (2022) —
- Кубок России по дзюдо 2022 —
- Всероссийский турнир по дзюдо в Волгограде (2023)[6] —